# Ian Hallam
Ian Hallam (24 novembre 1948) è un ex pistard britannico.

## Palmarès
- Giochi olimpici

Monaco di Baviera 1972: bronzo nell'inseguimento a squadre.
Montreal 1976: bronzo nell'inseguimento a squadre.